# イボガンギエイ
イボガンギエイ（学名：Raja clavata）は、ガンギエイ科Raja属に分類されるエイの一種。

## 分布と生息地
ヨーロッパから西アフリカまでの大西洋沿岸、南アフリカ共和国からインド洋南西部、地中海、黒海にも分布する。通常水深10 - 60 mの砂泥底に生息するが、干潮時にはタイドプールで見られることもある。

## 形態
体は平たい菱形で、胸鰭は広い。背中と尾は多数の棘で覆われており、雌成魚の腹側にも棘がある。成魚は全長1 mを超えることもあるが、通常は85 cm未満である。体重は2 - 4 kgである。
背側の体色は明るい茶色から灰色で、より暗い斑点と多数の小さな暗い斑点と黄色の斑点がある。黄色の斑点が小さな黒い斑点に囲まれることがある。腹側はクリーム色がかった白色で、縁は灰色がかる。脅威を感じると、体色は黒っぽくなる。
性成熟した個体では、一部の棘は基部が厚くなっている。これらは性成熟した雌の尾と背中で特によく発達している。

## 生態
夜行性で、甲殻類や小魚などの底生生物を捕食する。微弱電流を発して獲物を感知する。
卵生で一夫多妻の種である。卵は浅い砂、泥、小石、または砂利の底に産みつけられ、底質に埋まる。1匹の雌は年間で最大170個の卵を産み、平均では約48 - 74個である。北西ヨーロッパでは春に、地中海では冬から春にかけて産卵が起こる。卵殻は角に硬く尖った突起がある長方形のカプセルで、それぞれに1つの胚が入っている。突起を除いた長さは5.0 - 9.0 cm、幅は3.4 - 6.8 cmである。卵殻は粘着性の物質で固定される。胚は卵黄の栄養で成長する。約4 - 5ヶ月後に孵化し、孵化時の全長は約11 - 13 cm。繁殖期は2月から9月で、ピークは6月。成魚は繁殖期に同性の集団を形成し、雌は雄より約1ヶ月前に沿岸の浅場に移動することが観察された。バルト海では交尾は行わない。ウオビル科のPontobdella muricata に寄生される。
ソルウェー湾での観察によると、雄は体盤幅42 cm、雌は45 cmで性成熟する。ソルウェー湾での大規模な商業漁業により個体数は減少しており、漁獲された個体の48 ％が未成魚であったという。